# François-Joseph Lestiboudois
François-Joseph Lestiboudois ( ? – Lille, 1815 ) foi um médico e botânico francês.